# Sepiola rondeletii
La seppiola mediterranea (Sepiola rondeletii Leach, 1817), detta anche seppiola di Rondelet o zotolo, è un mollusco cefalopode appartenente alla famiglia Sepiolidae.

## Descrizione

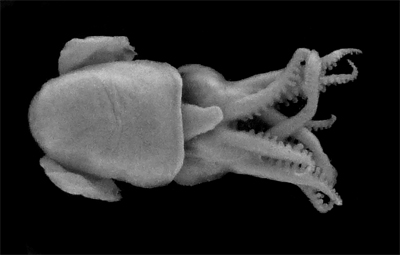

È una specie di piccole dimensioni: il mantello non supera i 6 cm, i maschi tendono a essere ancora più piccoli e difficilmente oltrepassano i 2,5; non presenta conchiglia interna. La colorazione è rossastra, tendente al marrone scuro sul dorso. Ai lati del corpo sono presenti due pinne di forma rotonda. 
Le braccia presentano cromatofori. Quelle cefaliche sono corte con due file di ventose, quelle tentacolari sono più allungate con otto file.
Somiglia a diverse altre specie come la più grande Rossia macrosoma e Sepiola atlantica.

## Biologia

### Alimentazione
La sua dieta è composta da altri invertebrati acquatici, in particolare crostacei, e da pesci.

### Riproduzione
Si riproduce tra marzo e novembre.

## Distribuzione e habitat
Proviene dal mar Mediterraneo e dal nord dell'oceano Atlantico. Diffusa anche in Italia, è molto comune soprattutto lungo le coste di Grecia, Marocco, Francia e Regno Unito. Nuota in zone con fondali sabbiosi, spesso ricche di vegetazione acquatica (come piante di Posidonia o Cymodocea), da 0 m (vicino a riva) fino, eccezionalmente, a 450 m di profondità.

## Nomi regionali italiani
- Veneto: zotolo.